# اووه کرو رانتس
اووه کرو رانتس (انگلیسی: Ove Krogh Rants؛ زادهٔ ۱۴ اوت ۱۹۲۶) دوچرخه‌سوار اهل دانمارک است.